# 2Dark
2Dark là một game kinh dị phiêu lưu lén lút do studio Gloomywood phát triển và hãng Bigben Interactive phát hành vào năm 2017.

## Cốt truyện
Một cựu thám tử tên là Mr. Smith đi đến thị trấn Gloomywood để giải quyết một bí ẩn liên quan đến những đứa trẻ mất tích.

## Lối chơi
Lối chơi được thiết kế đơn giản và dễ tiếp cận với những người chơi thông thường. Người chơi có thể nhặt đồ bằng cách bước đến chỗ chúng. Lén lút sẽ đóng một vai trò lớn trong lối chơi và người chơi có thể sử dụng bóng tối để che giấu vị trí của mình. Kẻ thù có thể được cảnh báo bằng âm thanh do người chơi tạo ra. Người chơi sẽ cần giải cứu trẻ em, bởi chúng thường di chuyển chậm chạp và dễ gặp nguy hiểm.

## Phát triển
2Dark được tài trợ trên Ulule vào ngày 21 tháng 11 năm 2014.
Ngày 26 tháng 10 năm 2015, một đoạn phim giới thiệu của 2Dark đã được xuất bản. Hãng đã xác nhận rằng trò chơi đang được phát triển bởi một studio mới của Pháp có tên gọi là Gloomywood, ban đầu bao gồm bốn người, với sự lãnh đạo của Frédérick Raynal. Bản beta đã có sẵn để mua với giá €20.
Trò chơi đã có buổi ra mắt tại E3 2015 và tại Hội nghị các Nhà phát triển Game 2016.
Ngày 11 tháng 3 năm 2016, Gloomywood đã xác nhận rằng 2Dark sẽ được phát hành trên các hệ máy console ngoài PC.
Sau khi phát hành 2Dark', mọi người thấy rằng trò chơi này được sự bảo vệ bằng DRM Denuvo. Trong chiến dịch Ulule, Gloomywood hứa rằng trò chơi sẽ không có DRM. Hơn nữa, điều này có nghĩa là các phiên bản Linux và Mac đã được lên kế hoạch sẽ không bao giờ được phát hành. Kể từ ngày 19 tháng 4 năm 2017, sáu ngày sau khi bị nhóm CPY bẻ khóa, Denuvo đã bị xóa khỏi 2Dark.

## Đón nhận
2Dark thu được nhiều ý kiến trái chiều và nắm giữ số điểm trung bình 56/100 trên trang web tổng hợp kết quả đánh giá Metacritic. PlayStation Universe đã trao cho game số điểm 4.0/10, nói rằng "Bối cảnh dành cho 2Dark rất hấp dẫn, với cốt truyện nghiệt ngã và ngoại cảnh đáng sợ, nhưng rất nhiều cách nó thực sự diễn ra nhanh chóng làm giảm khía cạnh kinh dị của nó. Đáng nể như một trò chơi, thất bại như một nỗi kinh hoàng."